# Danna International
Albums de Dana International
Umpatampa
Danna International est le premier album studio de la chanteuse israélienne Dana International. Celui-ci est sorti en Israël, Égypte et Jordanie et a été certifié disque d'or en Israël.

## Titres
1. Fata morgana 4:42 [Hébreu]
2. Samar-mar 3:55 [Arabe]
3. Mi she-lo rotze oti 3:57 [Hébreu]
4. Mishak ha-dma'ot 2:59 [Hébreu]
5. No alibi 4:12 [Anglais]
6. Arusa 3:39 [Arabe]
7. Yes Sir, I can boogie 4:25 [Anglais]
8. Sa'ida Sultana 5:44 [Arabe]
9. Danna International 3:52 [Arabe]
10. Ha-hatzga chayyevet l-himshakh 3:06 [Hébreu/Anglais]
11. Fata morgana (strings mix) 4:42 [Hébreu]
12. Samar-mar (night mix) 3:45 [Arabe]
13. Danna International (airport version) 3:53 [Arabe]

## Singles
- Sa'ida Sultana - 1992
- Dana International (Shushu ya Shushu) - 1992
- Fata morgana - 1993
- Mishak ha-dma'ot - 1993
- Samar-mar - 1993
- Mi she-lo rotze oti / Yes Sir, I can boogie / No alibi - 1993